# Salsola garubica
Salsola garubica är en amarantväxtart som beskrevs av Viktor Petrovitj Botjantsev. Salsola garubica ingår i släktet sodaörter, och familjen amarantväxter. Inga underarter finns listade i Catalogue of Life.